# اجوود (تگزاس)
اجوود، تگزاس(به انگلیسی: Edgewood, Texas) شهری در ایالت تگزاس از ایالات جنوبی ایالات متحده آمریکا است. در سرشماری سال ۲۰۰۰، جمعیت این شهر ۱۳۴۸ نفر اعلام شد.